# باجاتا
باجاتا (بالإسبانية: Bachata)‏ هي موسيقى أغاني أفرو لاتينية نشئت في جمهورية الدومينيكان في القرن 20 وأسسها مجموعة من الدومينيكانيون ذوي الأصول الأفريقية وانتشرت هذه الموسيقي في أمريكا اللاتينية وفي دول شمال البحر الأبيض المتوسط وأصبحت الموسيقى المفضلة في جمهورية الدومينيكان، نوع هذه الموسيقى هو رومانسي هادئ حزين وتوجد رقصة خاصة بهذه الموسيقى.